# عمر قشاش
عمر قشاش سياسي سوري, و نقابي من مدينة حلب. عضو في حزب الشعب الديمقراطي, و سجين سياسي سابق.
من مواليد حلب, عام 1926.
انتسب إلى الحزب الشيوعي السوري عام 1951.
انخرط في العمل النقابي في الخمسينات, وترأس نقابة الطباعة التي تأسست عام 1954. انتخب عضواً في مجلس اتحاد عمال حلب عام 1956 و مجلس الاتحاد العام لنقابات العمال في سورية عام 1957.
عضو في اتحاد الكتّاب بمدينة حلب منذ 1957. تقاعد من العمل النقابي عام 1980.
اعتقل في فترة الوحدة أواخر عام 1958 وأفرج عنه في أوائلا عام 1962.
اعتقل في ظل حكم البعث في 5 حزيران 1978 وافرج عنه في 6 شباط 1980
اعتقل مرة ثانية في 5 تشرين الأول 1980 وحكم عليه في محكمة أمن الدولة سيئة السمعة خمسة عشر عاماً ،وأفرج عنه في 5 تشرين الأول 1995 وتم تجريده من الحقوق المدنية.
اعتقل عمر قشاش مجدداً في أيار 2011 بعد بدء الاحتجاجات المناوئة للنظام السوري, و أفرج عنه مبكراً.
توفي في مدينة السلمية السورية في 11 آذار 2016